# Château-Chinon (Campagne)
Château-Chinon (Campagne) is een gemeente in het Franse departement Nièvre (regio Bourgogne-Franche-Comté) en telt 613 inwoners (2009). De plaats maakt deel uit van het arrondissement Château-Chinon (Ville).
Château-Chinon (Ville) ligt vlak naast Château-Chinon (Campagne). De twee werden gescheiden tijdens de Franse Revolutie.

## Geografie
De oppervlakte van Château-Chinon (Campagne) bedraagt 28,4 km², de bevolkingsdichtheid is 21,6 inwoners per km².
De onderstaande kaart toont de ligging van Château-Chinon (Campagne) met de belangrijkste infrastructuur en aangrenzende gemeenten.

## Demografie
Onderstaande figuur toont het verloop van het inwonertal (bron: INSEE-tellingen).